# 燕子磯駅
燕子磯駅（えんしきえき）は、南京市棲霞区燕子磯街道太新路と和燕路の交差点にある、南京地下鉄1号線の駅である。

## 駅名
事業着手当初は南京地下鉄集団は「燕子磯駅」の仮称を用いており、2019年11月28日に「燕子磯駅」を駅名として第一次公示され、2020年1月18日に第一次公示のより駅名が「燕子磯駅」に決定したことが発表された。

## 歴史
- 2022年12月28日1号線の駅として開業[3]。

## 駅構造

### のりば
| 番線 | 路線            | 方面               | 行先             |
| ---- | --------------- | ------------------ | ---------------- |
|      | 南京地下鉄1号線 | 新街口・安徳門方面 | 中国薬科大学行き |
|      | 南京地下鉄1号線 | 笆斗山方面         | 八卦洲大橋南行き |

## 駅周辺
- 南京市燕子磯中学
- 燕子磯街道弁事処

## 隣の駅
南京地下鉄
■1号線
笆斗山駅- 燕子磯駅- 吉祥庵駅